# A Tale of the Sea
A Tale of the Sea è un cortometraggio muto del 1910 diretto da Francis Boggs.

## Produzione
Il film fu prodotto dalla Selig Polyscope Company.

## Distribuzione
Distribuito dalla General Film Company, il film - un cortometraggio di una bobina  - uscì nelle sale cinematografiche statunitensi il 12 dicembre 1910.